# Hermandad de la Quinta Angustia (Sevilla)
La Hermandad de la Quinta Angustia es una cofradía católica de Sevilla, Andalucía, España. Tiene su sede en la capilla del Dulce Nombre, que se encuentra en el interior de la iglesia parroquial de Santa María Magadalena.
Su nombre completo es Pontificia Hermandad y Archicofradía de Nazarenos del Dulce Nombre de Jesús, Sagrado Descendimiento de Nuestro Señor Jesucristo y Quinta Angustia de María Santísima Nuestra Señora.

## Historia
La corporación es el resultado de la fusión, el 12 de abril de 1851, de dos cofradías de penitencia: la del Sagrado Descendimiento de Nuestro Señor Jesucristo y Quinta Angustia de María Santísima (fundada en 1500) y la del Dulce Nombre de Jesús (fundada en 1572).

### Hermandad de la Quinta Angustia

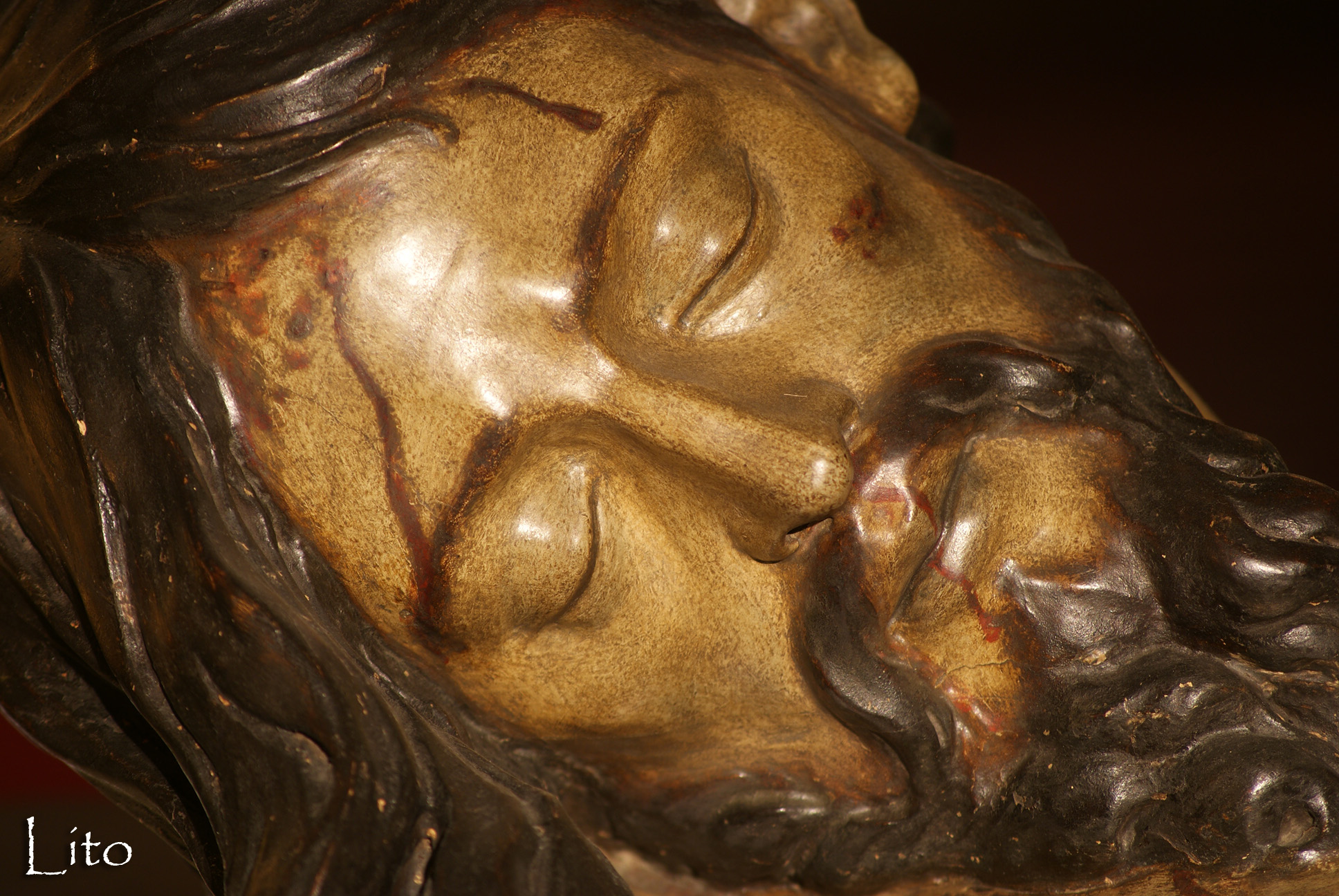
Jesús del Sagrado Descendimiento

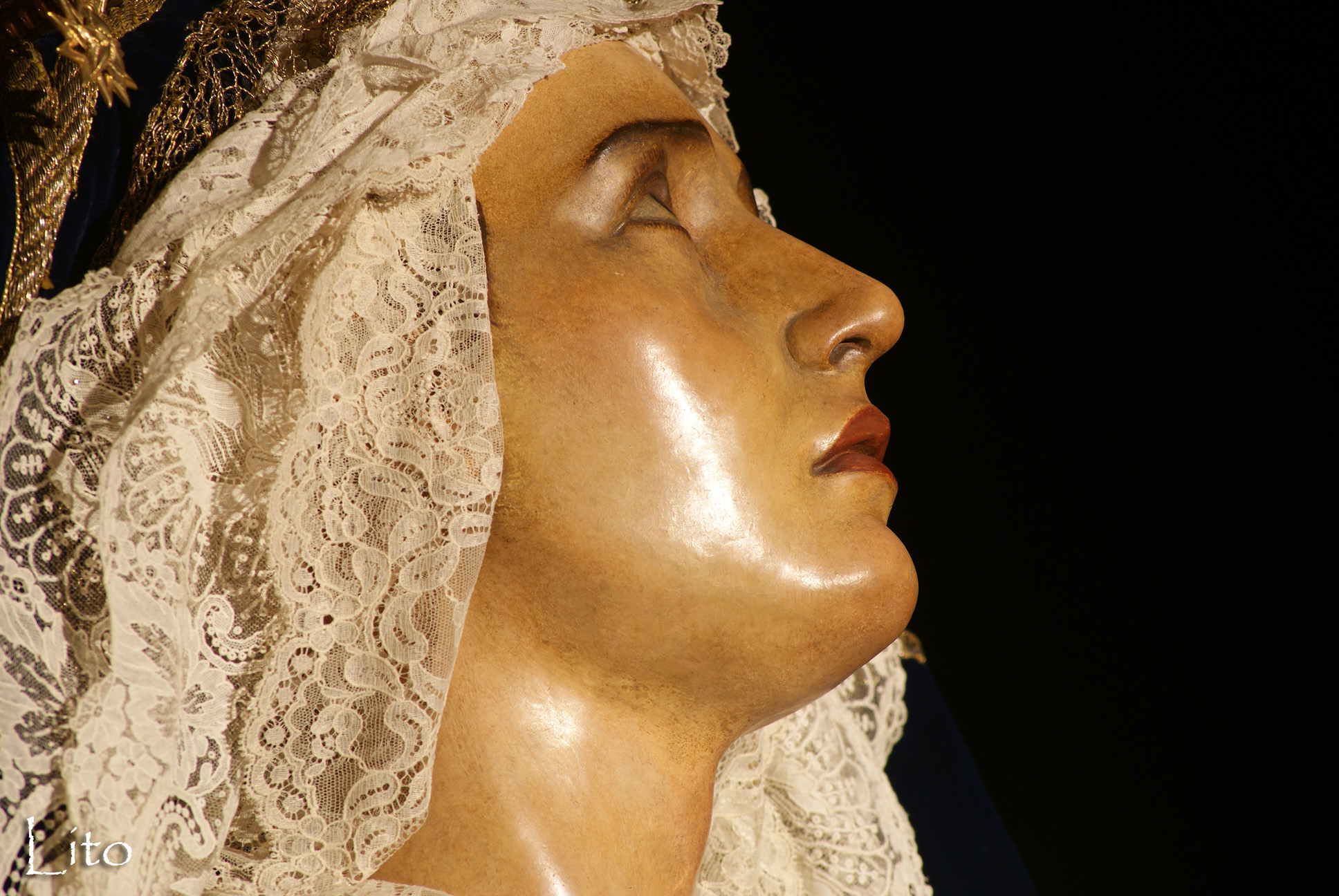
Virgen de la Quinta Angustia

La hermandad fue fundada en 1540 en la Casa Grande del Carmen de Sevilla. Allí residió durante siglos, haciendo estación penitencial cada Jueves Santo, sacando dos pasos, el primero de ellos alegórico, consistente en un sol eclipsado y otros jeroglíficos y el segundo en que se portaba el Descendimiento. En sus estatutos de 1541 figuraba también la celebración de la fiesta de la Invención de la Cruz, con presencia obligada de todos los cofrades y adorno de la capilla con profusión de cera.
Tuvo su primera capilla en el claustro principal. Recibió abundantes privilegios de la Comunidad del Carmen, siendo el motivo principal de estas concesiones la ayuda que la cofradía prestó al Convento durante la epidemia de peste de 1649.
Durante el siglo XVIII comenzó su decadencia, saliendo en estación por última vez en el año 1786. No obstante, volvió a reorganizarse en el año 1807, volviendo a realizar estación de penitencia.
En 1810, tras la invasión francesa, se traslada a la parroquia de San Vicente donde, tras no hallar siquiera altares adecuados, coloca las imágenes en el tránsito que va al cementerio de esta parroquia. En 1811 la Hermandad acordó trasladarse al Convento de San Pablo, que ya era parroquia de Santa María Magdalena, arreglando una capilla en la que luego estuvo la Hermandad del Santo Entierro. Nuevamente volvió al Convento del Carmen en 1815, quedándose la capilla mayor en un altar del lado de la nave del evangelio, dejando su antigua capilla como sala de cabildos.
En el año 1818 recibe el título de real y queda agregada a la Real de Luz y Vela de la capilla del Palacio Real de Madrid. Un año después, el día 23 de enero, el rey Fernando VII se declaró su hermano mayor honorario.
Otro traslado efectuó a la parroquia del Sagrario en el año 1840 y de allí a la iglesia de los Menores, hoy parroquia de Santa Cruz. En 1843 pasó a la iglesia de San Buenaventura, reparando el paso ese mismo año y haciendo estación de penitencia en 1844. En ese mismo año volvió a la Casa Grande del Carmen, donde hizo la Función de la Cruz. En el año 1851, y debido a la estrechez de la capilla del convento, se hizo el Quinario en la iglesia de San Alberto, y ese mismo año se recibieron de hermanos a los duques de Montpensier, habiéndolo hecho anteriormente la reina Isabel II.

### Hermandad del Dulce Nombre
El arzobispo de Sevilla, Cristóbal de Rojas y Sandoval, fundó la Hermandad del Dulcísimo y Santísimo Nombre de Jesús y Primera Sangre de Nuestro Señor Jesucristo en la iglesia de San Vicente, aprobándose sus reglas en 1572. En esas Reglas se previene que habría procesión de disciplinas el Jueves Santo y que se procurasen fuese la primera que saliese.
Puede sorprender que la figura del Niño Jesús tuviese cabida en la Semana Santa. Se debe a que la advocación del Dulce Nombre remite al momento de la Circuncisión, ceremonia en la que los judíos imponen el nombre al recién nacido. Se trata del primer derramamiento de sangre de Cristo, por lo que se interpreta como una prefiguración de su obra redentora.
En 1576 se traslada a una capilla propia en el Barrio Nuevo de Colón (Los Húmeros), que se ignora donde fue. De aquí pasó al Hospital de la Santa Cruz en Jerusalén, actual Iglesia Conventual del Santo Ángel. El prior del Monasterio de San Pablo, de la Orden de Santo Domingo, fray Tomás Durán hace valer lo dispuesto por los pontífices de que las Hermandades del Dulce Nombre eran exclusivas de la Orden de Predicadores y trata de que se traslade a ese Convento. Tres años de pleitos terminan con el traslado el 8 de febrero de 1587, quedando como filial de la orden y, por tanto, exenta de la jurisdicción del Ordinario, adquiriendo en ese mismo año Capilla propia en dicho templo.
La imagen del Dulce Nombre de Jesús y el Resucitado, las realiza en 1582, Jerónimo Hernández de la Estrada. La Imagen del Niño Jesús, Titular de esta Hermandad, tenía gran devoción en Sevilla y fue solicitada con frecuencia para figurar en procesiones de otras Hermandades.
En 1590 le fue confiado el Patronato de los Niños Expósitos por el Cabildo Eclesiástico, que a su vez, treinta y dos años antes lo había recibido del arzobispo Fernando Valdés, su fundador en 1558. La Hermandad tuvo confiado este Patronato y su administración treinta y siete años, como lo prueban diversas escrituras otorgadas por la Hermandad en nombre del patronato.
En 1582 se hicieron hermanos del Dulce Nombre el insigne escultor Juan Martínez Montañés y su esposa, Ana de Villegas, regalando el imaginero a la Hermandad la imagen de la Virgen de la Encarnación, talla de medio cuerpo que se conserva en la Casa Hermandad. Igualmente desde finales del siglo XVIII pertenecieron a ella personas relevantes de las artes, las letras, la cultura y de la sociedad sevillana.
Diversos Pontífices le concedieron indulgencias, cuyas bulas se conservan, siguiendo la Hermandad una vida próspera y piadosa hasta el año 1763, en que fue el último en que hizo estación de penitencia, pues había comenzado su decadencia.

### Fusión de ambas hermandades

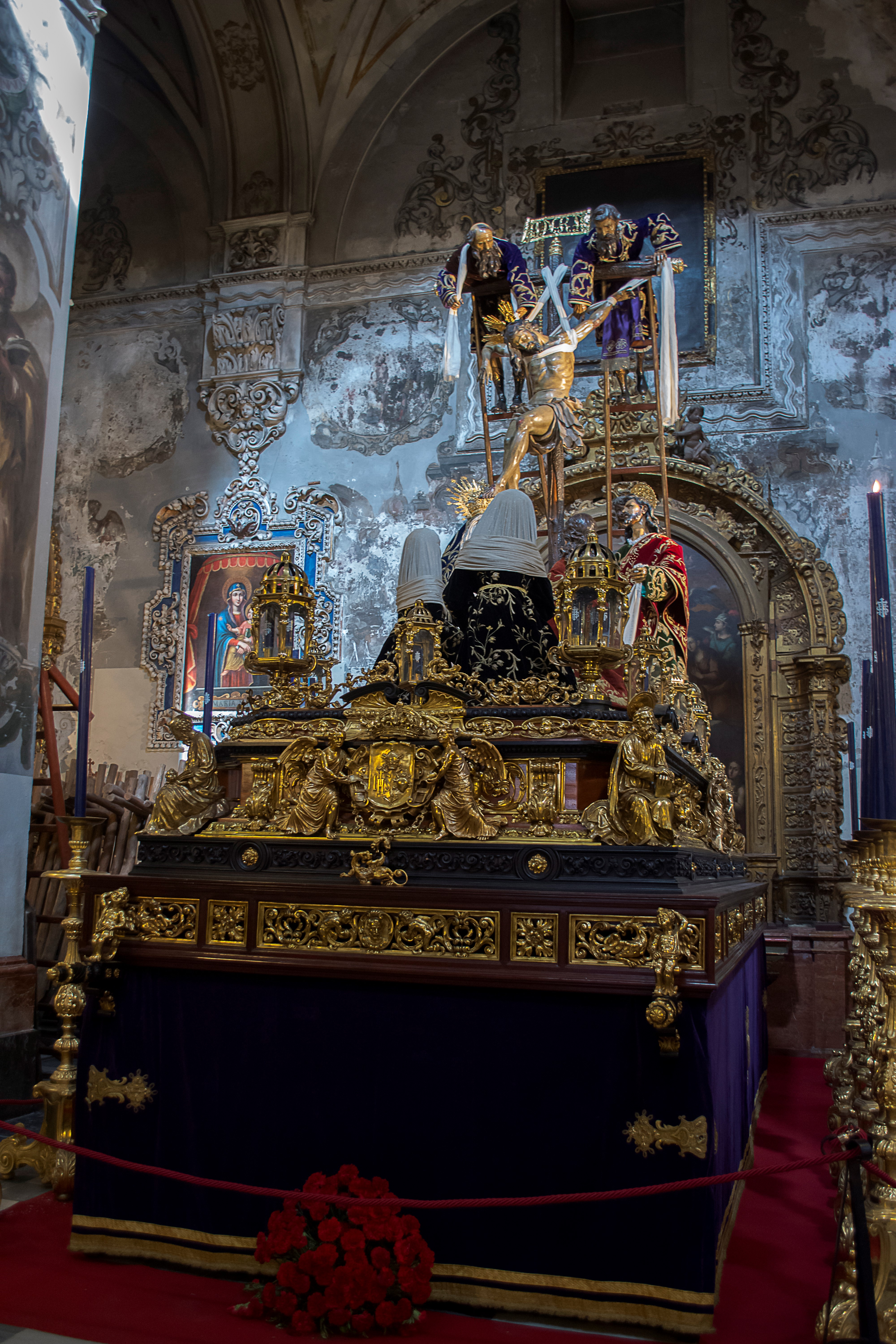
Paso de la Quinta Angustia en el interior de la iglesia de la Magdalena, en 2016.

Ambas hermandades de las que se conservan sus Reglas Fundacionales, se unen en el año 1851, siendo refrendada dicha fusión, por el cardenal Judas José Romo, arzobispo de Sevilla, quedando la Corporación establecida en su capilla del Dulce Nombre de Jesús, contigua a la Real Parroquia de Santa María Magdalena. Esta capilla, de estilo mudéjar, es la actual sede canónica de la hermandad.   
Hasta el año 1851 cada hermandad funcionó de manera independiente. A partir de ese año se hace estación con dos pasos. El primero, el Dulce Nombre de Jesús rodeado de ángeles y figuras alegóricas, y detrás, el paso del Descendimiento de Nuestro Señor Jesucristo.
El 18 de mayo de 1854 la cofradía hizo función por la Solemne Declaración Dogmática de la Pura Concepción de María. Así mismo, con fecha 2 de diciembre de 1878, queda agregada a la Basílica Lateranense y, en 1879, recibe los títulos de pontificia y archicofradía del papa León XIII.

### SigloXX
Desde 1932 hasta 1934 no hizo estación de penitencia debido a las circunstancias por las que atravesaba la nación.
En el año 1954 una representación de la Hermandad encabezada por el Estandarte Corporativo, acudió a Roma con motivo de la celebración del Año Santo Mariano imponiéndosele al mismo, allí en la Ciudad del Vaticano, la medalla conmemorativa de dicha efemérides.
El 26 de febrero de 1996 la imagen del Stmo. Cristo del Descendimiento, fue llevada a la Santa Iglesia Catedral para presidir el Santo Vía Crucis organizado por las Hermandades y Cofradías de la ciudad. La Bendita Imagen fue llevada procesionalmente, sobre andas, colgada de la Cruz por el Santo Sudario, siendo acompañado en el recorrido por sus hermanos que portaban cera encendida.
Nuestro Sagrado Misterio del Descendimiento ha acompañado a la magna procesión del Santo Entierro, siempre que en conmemoración de alguna efeméride esta se ha organizado.

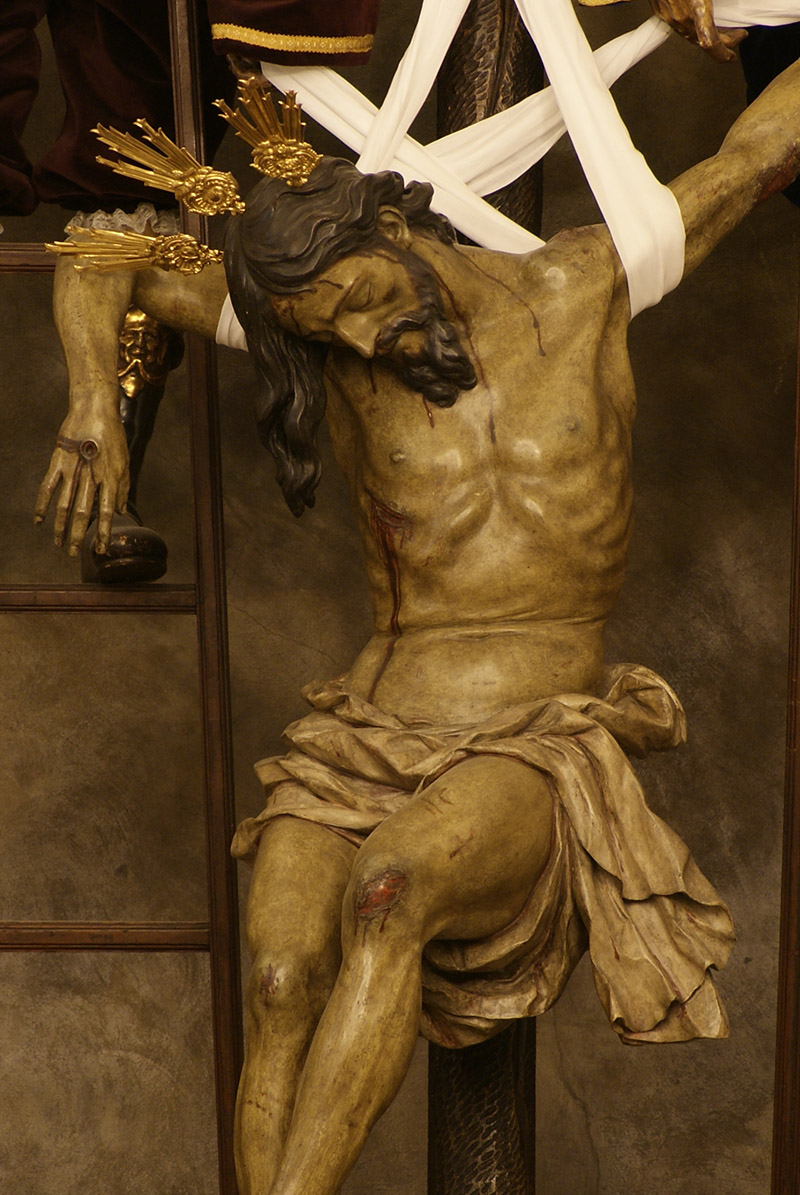
Detalle del Cristo

La capilla en la que se encuentra establecida la Archicofradía, formaba parte de la Iglesia Conventual de San Pablo y data su construcción del año 1248. Con posterioridad y al elevarse el nuevo templo en 1692 es respetada, restaurándose por el célebre arquitecto Leonardo de Figueroa y Reina. Está cerrada por tres espléndidas y valiosísimas cúpulas, en las que destaca particularmente la central con pinturas similares a las de la Capilla de San Gregorio de la Concepción Franciscana de Toledo. Restos de la antiquísima azulejería componen sus zócalos y valiosas pinturas y esculturas la completan, sumándose a ello el gran tesoro artístico que se contiene en el resto del templo parroquial.
Su altar principal fue obra de Juan Pérez Calvo en el año 1948, y en él se encuentran las imágenes titulares.
En sus primeros años de sacerdocio predicó numerosos cultos a nuestra hermandad Marcelo Spínola y Maestre, que más tarde llegaría a ser cardenal arzobispo de Sevilla, y que fue beatificado por el papa Juan Pablo II en el año 1987. Tuvo confesionario habitual en la capilla del Dulce Nombre de Jesús.
La imagen del Dulce Nombre de Jesús, que en la antigüedad iba en su paso, bendiciendo los atributos de la Pasión, actualmente procesiona sobre un templete tallado y dorado diseñado por el que fuese hermano Joaquín Bilbao Martínez en 1923. Es obra de Jerónimo Hernández de Estrada en el año 1582, autor así mismo del Cristo resucitado, que sobre peana dorada ocupa lugar en un lateral de la capilla.
El Dulce Nombre de Jesús procesiona en la actualidad en la Procesión Eucarística de la Hermandad Sacramental de nuestra Real Parroquia que se celebra el domingo de Corpus Christi, siendo costumbre que vaya acompañado de muchos hermanos, muy en especial de aquellos más pequeños que no pueden procesionar el Jueves Santo.

### Condición de Real
Fueron hermanos mayores honorarios de estas hermandades el rey Fernando VII que le concedió el título de Real, Isabel II, el duque de Montpensier Antonio de Orleans y su esposa María Luisa de Borbón, el conde de Barcelona Juan de Borbón y Juan Carlos I.
Fue hermana honoraria Fabiola de Mora y Aragón, reina de Bélgica, y  camarera de honor María de las Mercedes de Borbón y Orleans, esposa de Juan de Borbón. Felipe de Orleans, hijo de la sevillana María Isabel de Orleans, fue hermano mayor efectivo entre los años 1916 y 1926.

## Titulares
En su estación de penitencia lleva un único paso que representa el momento en que está siendo descendido Cristo de la cruz, por José de Arimatea y Nicodemo que están subidos a las escaleras y sostienen el sudario, mientras son observados por San Juan, María Magdalena, María Salomé, María Cleofás y la Virgen, que sostienen la sábana.
La figura de Cristo fue tallada en 1659 por Pedro Roldán y fue restaurada en 1904 y en 1985.
La Virgen fue tallada en 1934 por Vicente Rodríguez-Casso, siendo restaurada en 1989, cuando se le realiza nuevo candelero. En el año 2013 se le realiza una breve limpieza y fijación de la policromía por Doña Esperanza Fernández Cañero. 
Las figuras de Nicodemo, San Juan Evangelista, José de Arimatea y de las tres marías son obras salidas del taller de Pedro Roldán, si bien fueron atribuidas a Pedro Nieto, discípulo de Ocampo, pero el contrato de ejecución de dichas obras no se corresponde con las encargadas a este escultor, de pasta de madera y telas encoladas, y los actuales historiadores del arte las atribuyen al autor del Cristo, debiendo encargarse en esas mismas fechas. Tanto del Cristo como de estas imágenes no se conserva contrato de ejecución.  Estas imágenes fueron restauradas por Gabriel de Astorga en 1854 y San Juan fue restaurado de nuevo por Joaquín Bilbao en 1922. En 1932 Vicente Rodríguez-Casso restauró todas las imágenes del misterio salvo el Cristo. Rodríguez-Casso realizó también una nueva cabellera para María Magdalena en 1951, siendo la anterior de cabello natural.

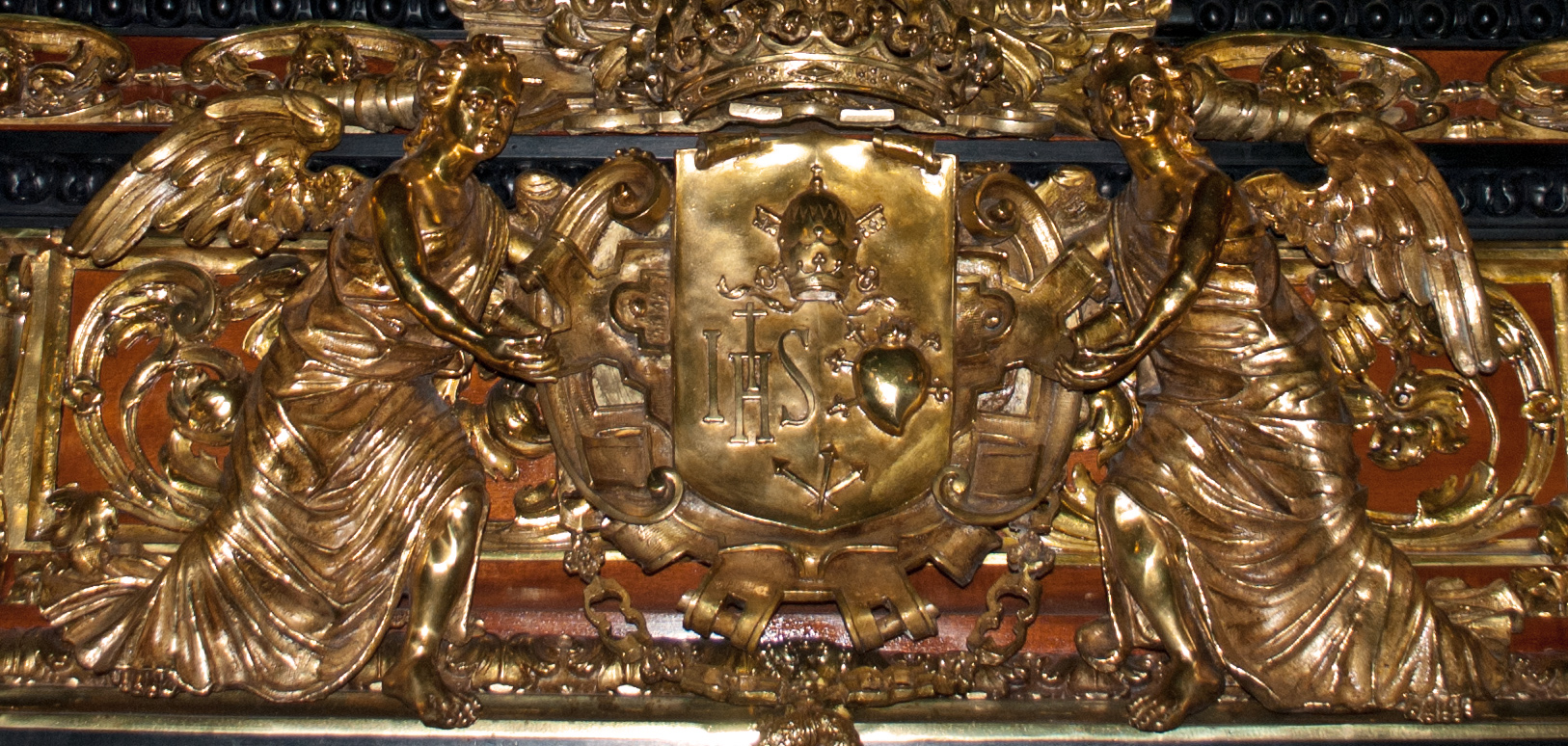
Detalle del paso de la Quinta Angustia.

La canastilla del paso fue diseñada por el hermano Cayetano Sánchez Pineda, Académico de Bellas Artes, en el año 1900, está realizada en bronce, ébano, caoba y palo de rosa. Los moldes de las esculturas las realiza el escultor Emilio Bartolomé y el tallado José García Roldán, contratándose la fundición de las piezas de bronce a los talleres de Barcelona de Masriera y Campins. Se estrena en la Semana Santa del año 1904. El llamador, que representa un dragón rampante, lo realizó el consiliario de la hermandad y catedrático de escultura, Joaquín Bilbao. Los faroles del paso, están inspirados en los de la nao capitana del almirante Strozzi y que allá por 1582 se convirtiera en preciado botín para Álvaro de Bazán, en la batalla de las Azores (el fanal original se encuentra en el Museo Naval de Madrid).
La Virgen viste saya burdeos de Teresa del Castillo y Antonio del Canto de mediados del XIX y manto azul obra del taller de la familia Olmo, (1894), adquirido a la Hermandad del Prendimiento de Jerez de la Frontera en el año 1940, tras la pérdida del anterior en un incendio en casa de la entonces camarera de la imagen. La corona es de plata dorada de Jorge Ferrer (1941). San Juan Evangelista viste túnica verde de Teresa del Castillo, mediados del siglo XIX y mantolín rojo de autor desconocido. Las túnicas de María Salomé y María Cleofás son de Carrasquilla (mediados del siglo XX). María Magdalena viste ropa bordada de autor desconocido de mediados del siglo XIX. Los Santos Varones visten ropa bordada en la misma época por Teresa del Castillo.

## Insignias
Con la orfebrería de plata de ley en casi su totalidad. 
- La cruz de guía es muy peculiar, de Ysaura (1857) y asta de García Armenta (1953), los faroles son de Jorge Ferrer (1949). La Cruz de Guía se recubre con un velo morado, según señala la tradición de la Cofradía, para efectuar su anual Estación a la Santa Iglesia Catedral Metropolitana.
- Bandera blanca con orfebrería de José Jiménez (1954).
- Senatus, bordado por Teresa del Castillo a mediados del siglo XIX, Águila de Madera de Rossi de esa misma época, y asta de Jesús Domínguez (1969).
- Lábaro de San Juan de José Jiménez (1980). Va escoltado por cuatro niños que portan apagavelas dorados y canastillas con escudos, todo ello del siglo XIX.
- Sinelabe Concepta, bordado por Teresa del Castillo a mediados del siglo XIX. El asta es de José Jiménez y el remate de Ysaura (mediados del siglo XIX). Los faroles que lo acompañan son de Jesús Domínguez (1972).
- Bandera de la Quinta Angustia o Azul, bordada en el Convento de Santa Paula (1980) y el asta y remate de José Jiménez (1980). Va acompañada de dos varas de metal dorado del siglo XVII.
- Bandera del Dulce Nombre de Jesús, confeccionada por el taller de Guzmán Feu y Rincón Galicia en 1957. El asta y remate es de José Jiménez (1980). Va acompañada de dos varas de metal dorado del siglo XVII.
- Cruz de Capilla o Parroquial, labrada por Jesús Domínguez en 1972. Los ciriales que la acompañan son de José Jiménez.
- Bandera Pontificia. Bordada en el Convento de Santa Paula (1980) siendo el asta y remate de José Jiménez.
- Libro de Reglas. Contiene las pertenecientes al año 1817 y es de García Armenta (1942). Pértiga con el templete del Dulce Nombre de Jesús de Jesús Domínguez (1972), y la escultura del niño en marfil de Barbero de ese mismo año.
- Estandarte. De Teresa del Castillo y Antonio del Canto, mediados del siglo XIX. El asta y la cruz son de José Jiménez.
- Bocinas. Con orfebrería de García Armenta (1954) y bordados de Teresa del Castillo de mediados del siglo XIX. Los adornos florales de los paños son añadidos por Carrasquilla alrededor de 1950.
- El juego de varas que acompañan a las insignias y de presidencia son de Jesús Domínguez, García Armenta y José Jiménez.
- Las varas de los Diputados de Tramo y otros cargos de la cofradía son de Ysaura de mediados del siglo XIX.
- Juego de acólitos. Todo en plata de ley, los ciriales fueron realizados por José Jiménez (1954), al igual que la naveta (1959). Los incensarios son obra de Fernando Marmolejo (1959). La pértiga es de García Armenta. Las dalmáticas son de los talleres de Guzmán Feu y Rincón Galicia (1954).

## Túnicas

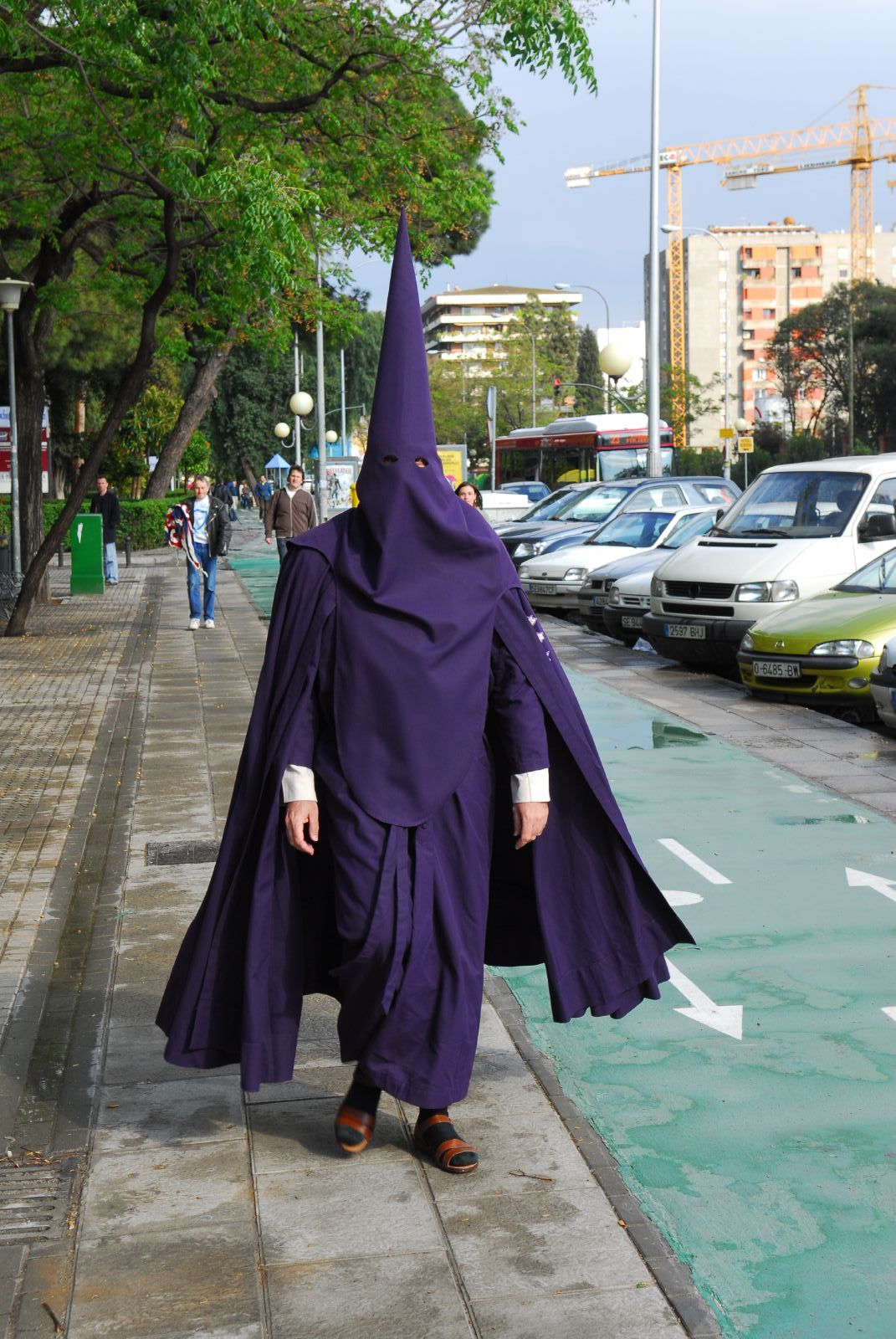
Nazareno de la Hermandad de la Quinta Angustia. Año 2007.

Los nazarenos de esta hermandad llevan sotana, capa y antifaz morados de lana de merino, bocamangas blancas con botonadura morada y ceñidor del mismo color. Portan el anagrama JHS en el lado izquierdo de la capa.

## Capilla del Dulce Nombre de Jesús
La actual capilla se compone de lo que fueron en origen tres capillas funerarias, construidas en el siglo XIV. Con la unión sucesiva de ellas, se ha conformado un espacio de una sola nave, cubierta por tres espléndidas bóvedas de lacería mudéjar sobre trompas. Estas poseen pinturas murales de finales del siglo XIV. Aunque tiene entrada natural desde la parroquia por medio de una reja a los pies, también posee dos puertas al exterior, una pequeña en la cabecera y otra grande en el lateral, hacia la calle San Pablo. En el interior todos sus muros se cubren por un alto alicatado de mosaicos con motivos de lacerías, algunos originales del siglo XIV. En el exterior destaca el rosetón de piedra de la cabecera, fechado en la segunda mitad del siglo XIV, así como un gran medallón de jaspes.
La Hermandad del Dulce Nombre de Jesús, se establece en este templo en el año 1587, tras cederles la propiedad la Orden de Predicadores por estar la advocación del Niño Jesús muy vinculada a la Orden de los Dominicos. 
Es por ello que es la única institución que ha subsistido en su capilla, tras la extinción del Convento de San Pablo en el siglo XIX, siglo en el cual queda establecida en la iglesia conventual la actual parroquia de la diócesis.
Tiene accesos independientes del inmueble que constituye la Parroquia y constituye la propia Capilla un anexo al templo aun cuando está comunicado con el mismo, siendo sus naves las únicas que se conservan de la destruida iglesia medieval.
De su conservación y mantenimiento se encarga desde hace siglos la Hermandad, habiéndose acometido la restauración de las maravillosas cúpulas mudéjares en los últimos años.

## Cultos y obra asistencial
Al igual que el resto de hermandades, realiza cultos en su templo en honor de sus imágenes titulares.
Otros fines primordiales de la hermandad son la formación cristiana de sus hermanos y las obras de caridad. La corporación colabora de forma permanente con la Fundación Pro Vida, la Fundación Banco de Alimentos, el Hospital de la Caridad, el Convento de Carmelitas Descalzas de San José de Malagón, el Economato de la Calle Padre Marchena, Caritas Parroquial, aparte de otras cuestiones puntuales.

## Paso por la carrera oficial
| Predecesor: Monte-Sión | Orden de entrada en carrera oficial (Jueves Santo) 5.º lugar | Sucesor: El Valle |